# Rudolf Ribarz
Rudolf Ribarz (30 mai 1848 Vienne- 12 novembre 1904 Vienne) est un peintre autrichien du XIXe siècle.
Il étudie  à l’Académie de Vienne sous la direction d’Albert Zimmermann de 1864 à 1867.
En 1876 il s’installe à Paris où il devient ami avec Corot, Jules Dupré et Daubigny.
Il participe à de nombreuses expositions Paris (1876- 1889), Chicago (1893) et Anvers (1894).
En 1892, il rentre à Vienne  et exerce comme professeur de peinture de fleurs à l’École des arts du musée  pour l’industrie. 
Il prend sa retraite en 1899 et  meurt en 1904 à l’asile psychiatrique de Vienne. 
Influencé par l'École de Barbizon, il évoluera vers impressionnisme puis le japonisme. Il a peint de nombreux paysages du littoral normand et du Boulonnais.